# Faraj al-Dosari
Faraj Jamaan al-Dosari (arabisch فرج جمعان الدوسري, DMG Faraǧ Ǧamʿān ad-Dawsarī; * 29. Januar 1984) ist ein ehemaliger saudischer Leichtathlet, der sich auf den Sprint spezialisiert hat. Mit der saudi-arabischen 4-mal-100-Meter-Staffel gewann er 2005 die Bronzemedaille bei den Asienmeisterschaften in Incheon.

## Sportliche Laufbahn
Erste internationale Erfahrungen sammelte Faraj al-Dosari vermutlich im Jahr 1999, als er bei den Jugendweltmeisterschaften in Bydgoszcz mit 11,37 s und 22,42 s jeweils in der ersten Runde über 100 und 200 Meter ausschied. Im Jahr darauf schied er bei den Asienmeisterschaften in Jakarta mit 22,61 s in der Vorrunde im 200-Meter-Lauf aus und 2005 siegte er mit der saudi-arabischen 4-mal-100-Meter-Staffel in 39,80 s bei den erstmals ausgetragenen Islamic Solidarity Games in Mekka. Anschließend schied er bei den Asienmeisterschaften in Incheon mit 10,73 s im Halbfinale im 100-Meter-Lauf aus und gewann mit der Staffel in 39,25 s gemeinsam mit Mubarak Ata Mubarak, Yahya al-Gahes und Hamed Hamadan al-Bishi die Bronzemedaille hinter den Teams aus Japan und Thailand. Daraufhin belegte er bei den Arabischen Meisterschaften in Radès in 10,63 s den vierten Platz über 100 Meter und siegte in 39,88 s im Staffelbewerb. Im Jahr darauf beendete er dann seine aktive sportliche Karriere im Alter von 22 Jahren.

## Persönliche Bestzeiten
- 100 Meter: 10,42 s (−0,1 m/s), 9. Juni 2004 in Cottbus
- 200 Meter: 21,53 s (+2,0 m/s), 9. August 2000 in Vammala